# Mario vs. Donkey Kong (serie)
Mario vs.Donkey Kong es una subserie de la serie Mario y Donkey Kong, basada en videojuegos de rompecabezas, que marca el regreso de la rivalidad de Pauline y Donkey Kong con Mario.
Mario vs.Donkey Kong, lanzado en 2004 para Game Boy Advance, fue seguido por March of the Minis para Nintendo DS, Minis March Again en DSiWare, Mini-Land Mayhem en 2010 para DS, Minis on the Move para Nintendo 3DS en 2013, Tipping Stars para Wii U y 3DS en 2015. El último título, un spin-off centrado en Amiibo llamado Mini Mario & Friends: Amiibo Challenge, fue lanzado en 2016.

## Desarrollo
| Videojuego                                  | GameRankings    | Metacritic                 |
| ------------------------------------------- | --------------- | -------------------------- |
| Mario vs. Donkey Kong                       | Sin información | 81/100 (GBA)               |
| Mario vs. Donkey Kong 2: March of the Minis | Sin información | 76/100 (DS)                |
| Mario vs. Donkey Kong: Minis March Again!   | Sin información | 82/100 (DS)                |
| Mario vs. Donkey Kong: Mini-Land Mayhem     | Sin información | 79/100 (DS)                |
| Mario and Donkey Kong: Minis on the Move    | Sin información | /78/100 (3DS)              |
| Mario vs. Donkey Kong: Tipping Stars        | Sin información | 70/100 (WiiU) 70/100 (3DS) |
| Mini Mario & Friends: Amiibo Challenge      | Sin información | Sin información            |

La historia de la serie se remonta a la versión de Game Boy del Donkey Kong original. Añadiendo nuevas habilidades para Mario y 96 nuevos niveles, el juego le dio un nuevo énfasis al elemento de rompecabezas del concepto del juego.
En el E3 de 2002, se exhibió un título llamado Donkey Kong Plus. Durante el programa, Plus tenía una función que permitía a los jugadores diseñar y guardar sus propios niveles en GameCube y luego copiarlos en Game Boy Advance usando un cable de enlace. Esencialmente era una versión actualizada de Donkey Kong 64, pero el juego había desaparecido al año siguiente. Fue reemplazado por los gráficos pre-renderizados y las adiciones al juego de Mario vs. Donkey Kong. La función Create-a-Level se eliminó de esta versión (pero aparece en su secuela). Todavía existe un editor de niveles dentro de la programación del juego y se puede habilitar mediante una modificación.

## Videojuegos principales

### Mario vs. Donkey Kong
Mario vs. Donkey Kong es un juego de plataformas de rompecabezas de 2004 desarrollado por Nintendo Software Technology y lanzado para Game Boy Advance. El juego es el sucesor espiritual de Donkey Kong, que fue lanzado en 1994 para Game Boy.
El concepto del juego gira en torno a una combinación de plataformas y elementos de rompecabezas, desafiando a Mario a encontrar llaves, llegar a una puerta cerrada y rescatar a mini-Marios.
Mario vs.Donkey Kong fue un regreso a los juegos de estilo arcade anteriores que incorporaron muchos elementos de la versión de Game Boy. Si bien su estilo era el de otros juegos, el diseño Rare de Donkey Kong se mantuvo. Donkey Kong, originalmente un villano, regresa a este papel en el juego: queriendo un juguete de relojería Mini Mario, descubre que están agotados en una juguetería local. Enfurecido, aterroriza a los Toads en la fábrica y les roba los juguetes. Esto establece la trama del juego, donde Mario persigue a Donkey Kong hasta que puede recuperar el Mini Marios de Donkey Kong.
El juego tiene soporte oculto para e-Reader. Nintendo celebró una competencia en Japón en la que se distribuyeron tarjetas a 1.000 participantes. Coro Coro Comic lanzó cinco tarjetas de nivel y otra tarjeta se regaló en la 20.ª Feria Mundial de Hobby. El juego puede guardar hasta 12 niveles extra.

### March of the Minis!
Mario vs.Donkey Kong 2: La marcha de los Minis salió para la Nintendo DS y es la secuela del juego de Game Boy Advance Mario vs.Donkey Kong, una continuación del juego de Game Boy Donkey Kong, aunque está más orientado a los rompecabezas, ahora que el jugador controla varios Mini Marios con la pantalla táctil en lugar del propio Mario . El juego también presenta el regreso de Pauline, cuya última aparición fue en el juego Donkey Kong de 1994, una nueva versión de Game Boy del Donkey Kong original. Cuenta con conexión Wi-Fi de Nintendo. El conjunto de juegos DS Download Station Series 3 incluye una breve demostración del juego. Este es el sexto juego de Mario para Nintendo DS.

### Minis March Again!
Mario vs. Donkey Kong: Minis March Again! es un videojuego de rompecabezas para Nintendo DSi. Anunciado en el E3 de 2009, es el tercer juego de la serie Mario vs. Donkey Kong. Fue lanzado a través del servicio de descarga de Nintendo DSiWare en Norteamérica el 8 de junio de 2009, en Europa el 21 de agosto de 2009 y en Japón el 7 de octubre de 2009. Es el primer juego de DSiWare que cuenta con un editor de niveles en el que los jugadores pueden crear niveles personalizados y envíelos a jugadores en otros dispositivos a través de una conexión inalámbrica a Internet.

### Mini-Land Mayhem!
Mario vs.Donkey Kong: ¡Mini-Land Mayhem! es un videojuego de rompecabezas desarrollado por Nintendo Software Technology y publicado por Nintendo para Nintendo DS. Fue anunciado en el E3 2010 y lanzado en Norteamérica el 14 de noviembre de 2010. Es el cuarto juego de la serie Mario vs. Donkey Kong.

### Tipping Stars
Mario vs. Donkey Kong: Tipping Stars es un videojuego de rompecabezas para Nintendo 3DS y Wii U y el sexto juego de la serie Mario vs. Donkey Kong. Fue lanzado en marzo de 2015 en Nintendo eShop para todas las regiones, aunque también estaba disponible en tiendas minoristas en Japón. Este es el primer título publicado por Nintendo que admite un concepto de compra cruzada.
Una posible entrada para la serie Mario vs. Donkey Kong para Wii U se mostró como una demostración en la GDC 2014. Se desarrolló con Nintendo Web Framework para mostrar sus capacidades. Al igual que las demás entradas, el objetivo de cada nivel es guiar a los Mini Marios hasta la salida, creando caminos a través del posicionamiento de plataformas y otras interacciones con la configuración realizada a través del Wii U GamePad. El primer nivel muestra las capacidades básicas del programa, pero el segundo tiene efectos de iluminación y animaciones más complejos. Más tarde se confirmó como una nueva entrada oficial en la serie en el E3 2014, que se lanzará como un título descargable de Wii U eShop. en 2015. Durante un Nintendo Direct el 14 de enero de 2015, se confirmó que el juego también se lanzaría para Nintendo 3DS.

## Otros videojuegos

### Minis on the Move
Mario and Donkey Kong: Minis on the Move es un videojuego de rompecabezas para Nintendo 3DS y es el quinto juego de la serie Mario vs. Donkey Kong. A diferencia de las entradas anteriores, Donkey Kong ya no tiene un papel antagónico y, en cambio, sirve como uno de los anfitriones del juego junto con Mario y Pauline. Usando la pantalla táctil, los jugadores deben colocar bloques en una cuadrícula para guiar a los mini personajes hasta el final de cada curso. Fue lanzado exclusivamente a través del servicio de descarga de Nintendo eShop el 9 de mayo de 2013 en Europa y América del Norte y el 24 de julio en Japón.

### Amiibo Challenge
El 28 de abril de 2016, Nintendo lanzó Mini Mario & Friends: Amiibo Challenge, un juego descargable gratuito para Nintendo 3DS y Wii U. Este juego tiene una jugabilidad similar a los juegos anteriores de Mario vs.Donkey Kong y permite a los jugadores desbloquear varios personajes. —Incluidos Mini Mario, Mini Luigi, Mini Peach, Mini Toad, Mini Donkey Kong, Mini Bowser, Mini Bowser Jr., Mini Diddy Kong, Mini Yoshi y Mini Rosalina — escaneando sus respectivas figuras de Amiibo.